# 野見山修
野見山 修（のみやま おさむ、1989年2月1日 - ）は、日本の役者、アーティスト、ダンサー。 愛知県出身。身長165cm、血液型はB型。所属フリー。2014年、名前をKonatA（こなた）に改名した。

## 来歴
- ドワンゴクリエイティブスクール出身。鷲崎健のアニメロ新人オーディション一期生として出演。
- 2010年11月11日 ニコニコ動画にて歌い手、踊り手を「松こなた」として活動開始。

- 2011年1月7日『ニコニコ東方見聞録』運営の犬 役で出演。
- 2011年2月5日【踊ってみた】ワールズエンド・ダンスホールver やまだん【松こなた】が7万再生を達成。
- 2013年4月14日 ロックバンド4minute Messengerを結成。名前をKonatAと改名。
- 2015年5月21日に解散。ソロに転向。

### 人物
明るく前向きなで人懐っこい性格。しかしラジオでは時折『天然』な部分が度々いじられることも。
特技はブレイクダンスと空手。趣味は作詞、作曲とギター、イラストレーターなども手掛けることから様々な分野での活動名を多数持つ。役者名『野見山修』、ダンサー名『根性』、ニコニコ動画名『松こなた』。そして現在は『KonatA』としてのみ活動。

### 活動
ドワンゴクリエイティブスクールを卒業後、ドワンゴクリエイティブスクール講師として就任。
ソロでの活動の後、ミクスチャーロックバンド『Umbilical Cord』を結成。Vocalを勤める。

## 音楽

### Umbilical Cord（アンビリカルコード）
詳細➡︎http://umbilical-cord.webnode.jp/

### 配信楽曲
- KUJAKU
- アブソロジー
- またねの言葉

## 主な出演LIVE
2016年11月28日 赤坂BLITZ

## TV
- @Tunes.第二部（2007/11～2008/3）

## ラジオ
- トラブルメーカー第二部（2007/11～2008/3）
- UNOAのフツーじゃ流せません！（2008/4～2008/9）

- 石川英郎のDear Girl～Lesson～（2008/10～）パーソナリティは石川英郎、鈴木裕斗・野見山修（一期生）・奥薗裕也（一期生）。

## 舞台
ニコニコミュージカル『ニコニコ東方見聞録』
ニコニコ動画そのものをモチーフとした作品で、ニコニコ動画で人気の動画投稿者をそのままの役名で起用し、ニコニコ動画の内輪ネタをふんだんに取り込んでいる。
- 日程：2011年1月7日 - 1月12日
- 会場：全労済ホールスペース・ゼロ
- 原案：ニコニコ普及委員会
- 脚本/演出：石沢克宜
- 音楽：トラボルタ
- 出演者：ぽこた / 蛇足 / 野宮あゆみ / やまだん / 百花繚乱 / 人見早苗 / 森戸宏明(動物電気) / 寺門文人 / AD笠原 / らー / 伊藤翼 / 野見山修 / 栗栖パトラ / 下園愛弓 / コンコン / 齋藤明里

演劇集団Rock×Lock第三回本公演『百鬼繚乱〜翠鳥禁開〜』
演劇集団Rock×Lockの代表演目「百鬼繚乱」シリーズ第2弾。
- 日程：2016年2月17日 - 2月21日
- 会場：笹塚ファクトリー
- 原案：演劇集団Rock×Lock
- 脚本/MOTO
- 音楽：Lu-ru
- 演出/伊藤 翼
- 出演者：シトミ 祐太朗 / 井関 友香 / 漆間 朝子 / 沖田桃果 / 大谷 咲子 / 菅野 英樹 / 星 由華 / 石川 義 / 佐々木 翼 /  澤田 圭佑 / 斉藤 有希 / 久次米 主税 / 伊藤 翼 / 芹澤 良/ 浅古 昌徳 / 松崎 洋平 / 日諸 奈美 / 明石 栞南 /   西岡 茉奈 / 坂井 芳伸 / 合田 孝人 / 坂井 唯行 / 若本 諒平 / 鈴木 聖來 / 瑠河 黄千 / 本田 明紀奈 / 春原優子 /   小野田唯 / KonatA / 愛川こずえ

## バックダンサー

### 2008年
- タイトル：Animelo Summer Live 2008 -Challenge-
- 開催日：2008年8月30日、8月31日
- 会場：さいたまスーパーアリーナ（メイン

### 2009年
- タイトル：Animelo Summer Live 2009 -RE:BRIDGE-
- 開催日：2009年8月22日、8月23日
- 会場：さいたまスーパーアリーナ（スタジアムモード）バックダンサー

### 2010年
- タイトル：Animelo Summer Live 2010 -evolution-
- 開催日：2010年8月28日、8月29日
- 会場：さいたまスーパーアリーナ（スタジアムモード）バックダンサー

## 成績
- [Meguro34 1on1Battle] 準優勝
- [B-M-C crew Battle] Best8
- [Nishisuga Night vol5]準優勝
- [Peace party] Best4
- [Nishisuaa Night vol10]優勝
- [neoism 2on2 Battle]Best4